# تونی پطروسیان
تونی پطروسیان ( {انگلیسی: Tony Petrossian؛ ) کارگردان موزیک ویدئو ارمنی‌تبار اهل ایالات متحده آمریکا بود.